# Salix amphibola
Salix amphibola — вид квіткових рослин із родини вербових (Salicaceae).

## Морфологічна характеристика
Це кущ. Гілочки ± ворсинчасті. Листкова пластина еліптична чи широко-еліптична, 1.2–4 × 0.7–1.7 см, абаксіально (низ) рожево-зелена й ворсинчаста вздовж середньої жилки, адаксіально матово-зелена й жовтувато-сіро запушена вздовж середньої жилки, обидва кінці закруглені, край цільний. Сережки густоквіткові, до 25 × 4–5 мм. Плодоносна сережка ≈ 35 × 8 мм. Коробочка еліпсоїдно-ланцетної форми, ≈ 4 мм, рідко ворсинчаста.

## Середовище проживання
Південно-Центральний Китай (Сичуань). Населяє гірські схили; на висотах 2300–3000 метрів.